# مونت کارلو (فیلم ۱۹۲۵)
مونت کارلو (انگلیسی: Monte Carlo) فیلمی در ژانر درام است که در سال ۱۹۲۵ منتشر شد.